# Altella biuncata
Altella biuncata là một loài nhện trong họ Dictynidae.
Loài này thuộc chi Altella. Altella biuncata được František Miller miêu tả năm 1949.